# Sophie de France (1786-1787)
 (juin 2018).
Pour les autres princesses de ce nom, voir Sophie de France.
Sophie Hélène Beatrice de France, née à Versailles le 9 juillet 1786, morte à Versailles le 19 juin 1787, dite « Madame Sophie », fut le dernier des quatre enfants du roi de France Louis XVI et de la reine Marie-Antoinette.

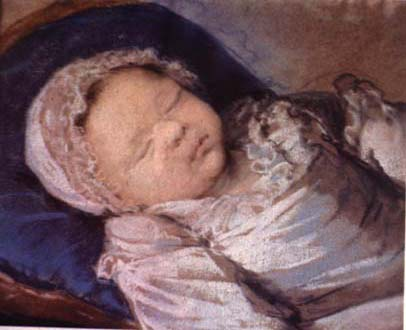
Sophie de France endormie dans son berceau, pastel d'Élisabeth Vigée Le Brun collection de Georges de Lastic, château de Parentignat

## Naissance et baptême
L'annonce d'une nouvelle grossesse avait été pour la reine une réelle surprise : elle venait tout juste d'offrir un second fils à la France (Louis XVII) et semblait ne plus désirer d'enfant, ayant déjà donné deux « mâles » aux Bourbons. Dès sa naissance, la petite princesse, de taille supérieure à la normale, fut la fierté de ses parents et un réconfort pour sa mère, attaquée de tous côtés.
La petite Sophie est baptisée le 9 juillet 1786, jour de sa naissance, dans la chapelle du château de Versailles par Louis-Joseph de Montmorency-Laval, évêque de Metz, Premier Baron chrétien, grand aumônier de France, en présence d'Aphrodise André Jacob, curé de l'église Notre-Dame de Versailles : son parrain est Ferdinand, archiduc d'Autriche, frère de la reine Marie-Antoinette, représenté par Louis Stanislas Xavier de France, futur Louis XVIII, et sa marraine est Madame Élisabeth, sœur du roi Louis XVI.

Roi Louis XVI note dans son journal :  
« Dimanche 9 juillet – Couches de la reine à 7h 1/2 de ma seconde fille. Le baptême tout de suite. L’archiduc Ferdinand [frère de la reine] et Elisabeth [sœur du roi] parrains. Il n’y a eu ni compliment, ni feu d’artifice, ni  Te Deum ».

## Mort à Versailles
Malgré l'hypothèse d'une santé fragile ou d'une atteinte de la tuberculose ou d'une malformation crânienne[réf. souhaitée] sur les causes de son décès, aucun témoignage d'époque ne permet de s'orienter vers une hypothèse plus probante l'une que l'autre.

Le témoignage laissé sur la mort de la princesse dans les Mémoires de la duchesse de Tourzel ne mentionne rien de la sorte, seulement une mort subite du nourrisson, parti dans une constitution normale à sa promenade en landau, et ramené mort[réf. souhaitée] dans les bras de Madame de Tourzel au château, alors première gouvernante de Louis-Charles.

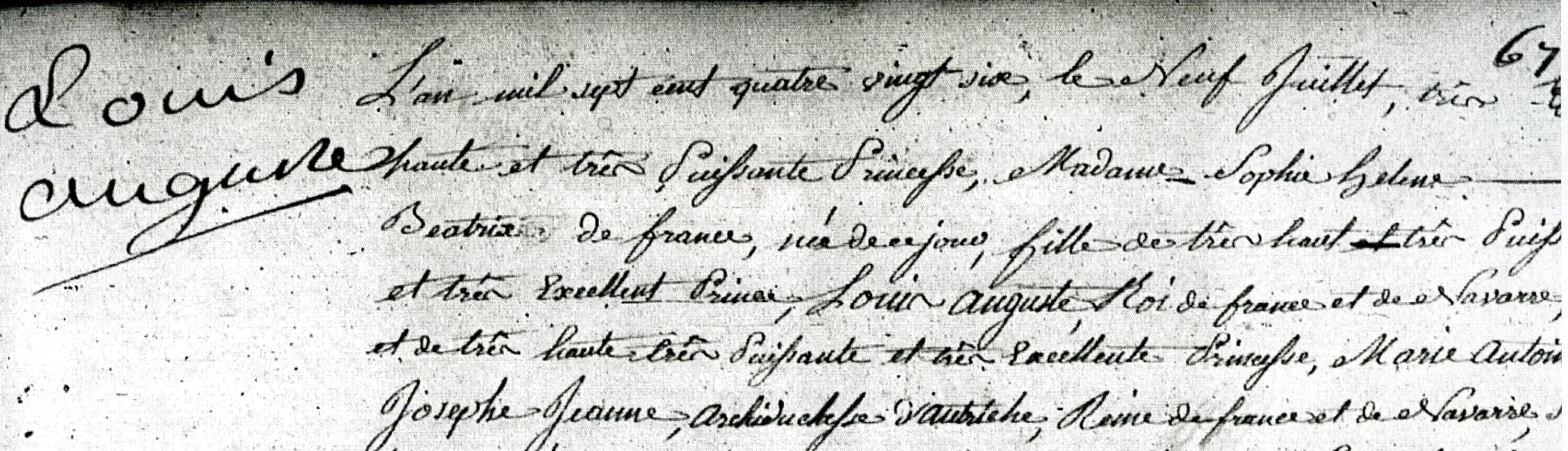
Extrait du baptême de Sophie de France, registre de la paroisse Notre-Dame-de-Versailles, Archives départementales des Yvelines

Les gouvernantes, toutes réunies dans les appartements de la princesse après la catastrophe, ne sauront comment annoncer la nouvelle à la Reine qui adorait sa fille, la surnommant dans ses lettres « mon fol amour ».
Madame de Tourzel expliqua dans ses mémoires qu'elle eut ces mots « quelle que soit la manière dont on lui annoncera, elle ne s'en remettra jamais ! », avant de voir arriver la reine en courant et en pleurs, venue car ayant eu un terrible pressentiment, bien que personne n'eût encore communiqué sur la mort de l'enfant.
En voyant toutes ses dames et gouvernantes réunies choquées et pleurant dans la chambre de sa fille, sans un mot Marie-Antoinette comprit et perdit immédiatement connaissance.
Les mémoires et lettres de Madame de Tourzel, qui constituent le témoignage authentique le plus fiable, expliquèrent que la reine lui confia avoir senti sa fille mourir en elle.
C'était le 19 juin 1787 au château de Versailles. La petite princesse fut inhumée le 20 juin 1787 à la basilique Saint-Denis.
Marie-Antoinette se verra inconsolable de la perte de sa « petite Sophie » et entra dans une dépression profonde au point d'écrire dans une lettre à Madame de Tourzel datée de 1788, « Si je n'avais pas eu mes autres enfants adorés, j'aurais souhaité mourir ».
En revanche, on ne dispose d'aucun témoignage d'époque portant sur le chagrin de Louis XVI. Ni la correspondance de la princesse de Lamballe, les correspondances et mémoires de la baronne d'Oberkirch, de la duchesse de Tourzel, ou de Madame Campan, femme de chambre de la reine, n'abordent le sujet.